# IRT6番街線
IRT6番街線（IRT6ばんがいせん、英: IRT Sixth Avenue Line）あるいは6番街高架線（6ばんがいこうかせん、英: Sixth Avenue Elevated, Sixth Avenue El）はアメリカ合衆国ニューヨーク市マンハッタン区にあったインターボロー・ラピッド・トランジット (IRT) の高架鉄道路線である。サウス・フェリー駅と8番街駅を結んでおり、IRT9番街線（廃止）に次ぎマンハッタン区における2番目の高架鉄道であった。

## 歴史
高架路線は1870年代にギルバート高架鉄道 (Gilbert Elevated Railway) によって建設され、その後メトロポリタン高架鉄道 (Metropolitan Elevated Railway) に再編成された。1878年6月までに路線はレクター・ストリートとトリニティ・プレイスの交差点からトリニティ・プレイス、チャーチ・ストリートを北上しムーレイ・ストリートで1ブロック西へ進路を変えウェスト・ブロードウェイを再び北上し、西34丁目で更に西へ向かい6番街を59丁目まで北上していた。翌年、マンハッタンの他の高架鉄道を運行していたマンハッタン鉄道に路線は移管された。1881年には6番街線は南側はモリス・ストリート、北側は53丁目において9番街線に線路が接続された。

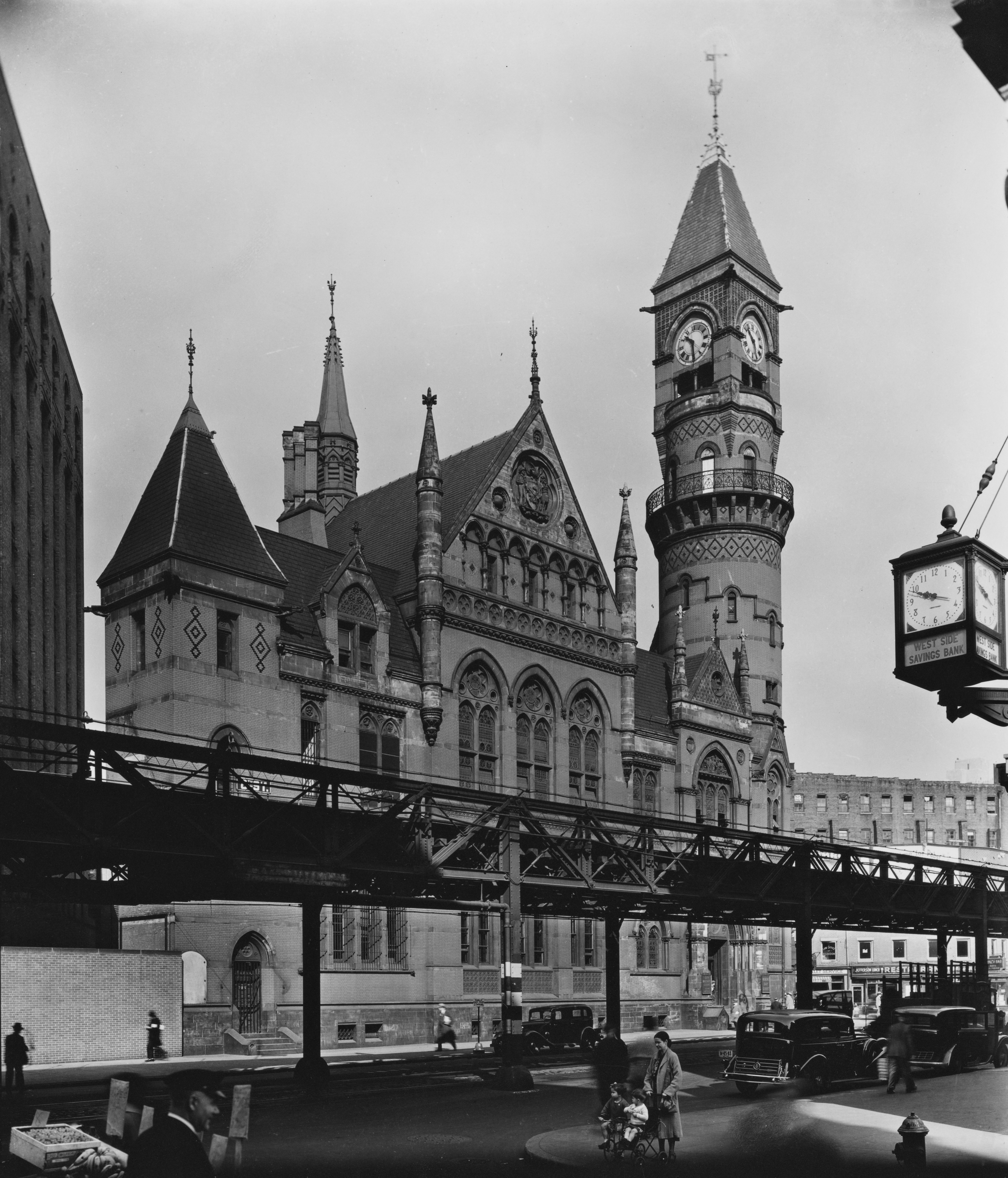
グリニッジ・ヴィレッジを行く6番街高架線、1935年 ベレニス・アボット撮影

この高架線は芸術家たちにも影響を与え、ジョン・スローンのいくつかの絵画では主題として描かれているほか、フランシス・クリスなども描いている。
1934年には以下の列車が運行されていた。
- 6番街各駅停車：サウス・フェリー駅 - 9番街線155丁目駅間を終日運行。平日および土曜夕方はIRTジェローム・アベニュー線へ乗り入れバーンサイド・アベニュー駅まで運行区間を延長。
- 6番街線急行：レクター・ストリート駅 - バーンサイド・アベニュー駅間を平日・土曜ラッシュ時混雑方向のみ運行。朝ラッシュ時は南行、夕ラッシュ時は北行。

6番街線は市内の他の高架鉄道路線と同じく近隣住民の生活を困難にした。騒音問題は勿論のこと列車の通過による振動により近隣の建物が揺れたり、線路から灰や油、燃え殻が落下し下の道路にいる歩行者に当たることもあった。
1936年1月1日、インディペンデント・サブウェイ・システム (IND) が運行する地下鉄6番街線の最初の区間が開通した。また、ニューヨーク市の私営地下鉄3社（IND・IRT・BMT）が市営に移管され1つのシステムに纏められ、地下鉄6番街線と路線の被る高架6番街線は廃止されることとなった。ニューヨーク市はこれに伴いマンハッタン鉄道会社から12,500,000ドルで路線を買収、1938年には9,010,656ドルの租税と利子を回収した。そして1938年12月4日、高架6番街線は廃止された。高架橋はIND6番街線の建設のために1939年の間に撤去が行われ、IND6番街線の6番街地下区間は1940年12月15日に開通した。
1990年代初頭、6番街の改修工事が行われた際に高架6番街線の高架橋の橋脚土台が発見された

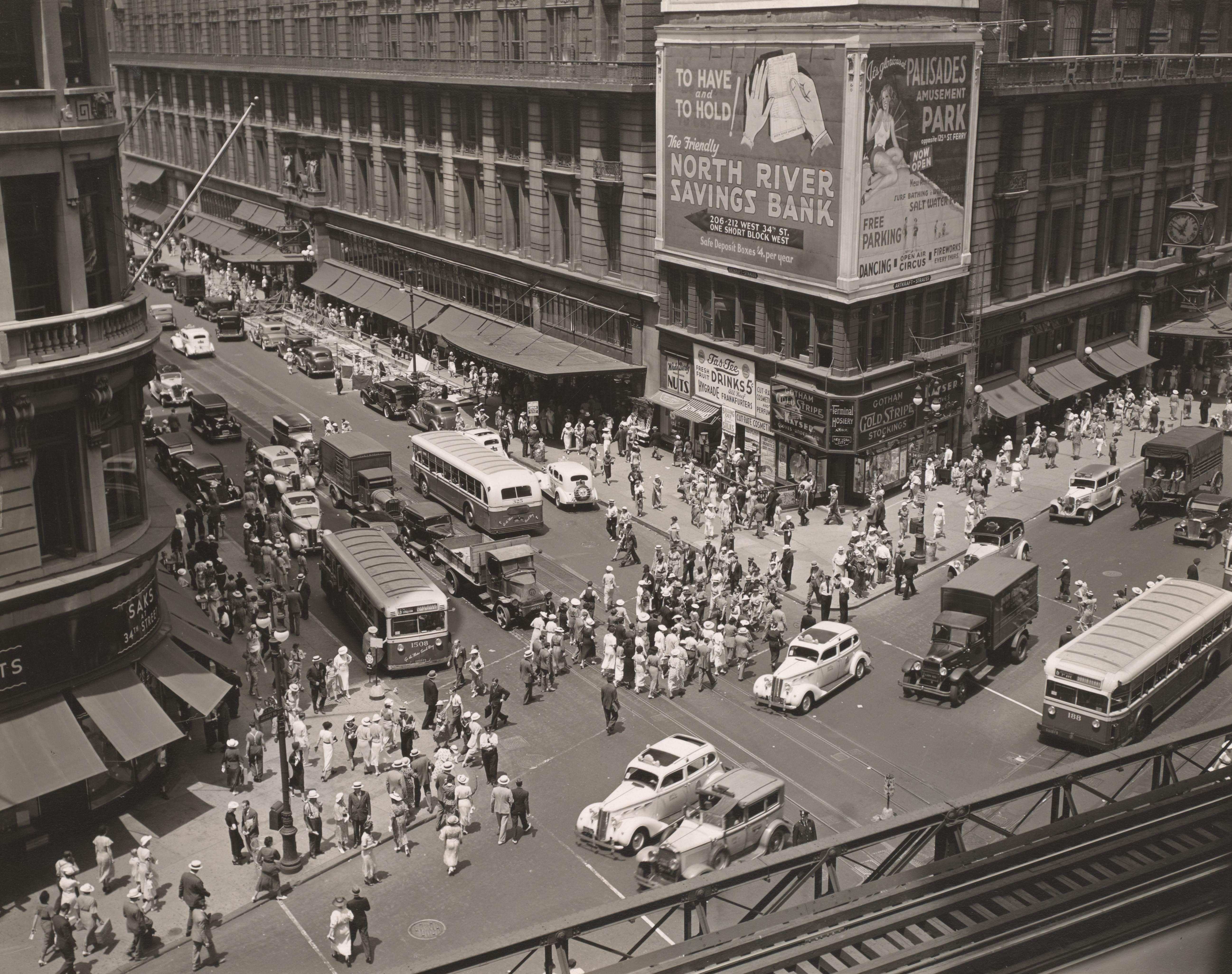
33丁目駅より地上を見る、1936年 ベレニス・アボット撮影

### 廃金属の日本への売却疑惑
6番街線の高架橋が解体された1939年と言えばドイツのポーランド侵攻に端を発する第二次世界大戦が勃発した年であり、アメリカ国民は解体された高架橋の廃金属が日本の手に渡るのではないかとの懸念を示していた。このような噂は広がり、第二次世界大戦中にはこの廃金属によって製造した武器で日本がアメリカを攻撃していると信じる人も多かった。E・E・カミングスはこの話を皮肉的に表した詩『plato told.』を1944年に発表している。
6番街線から出た廃金属約20,000トンは輸出事業を行っていた西海岸のディーラーに売却された。ニューヨーク・タイムズは1938年12月に、例え金属が直接日本へ届かずとも中国に対して売却される可能性があり、中国の市場に並んだ廃金属を日本が購入する危険性があると指摘した。
1942年のニューヨーク市財政評価委員会の会議においてマンハッタン区長のスタンレー・M・アイザックスは廃金属が日本に売られているという噂を否定した。アイザックス区長は1938年に高架橋の解体契約の際に「解体によって生じた廃金属類は1オンスたりとも日本を含む他国に輸出しない」という旨の規定を行っていたと述べた。
しかし、この発表を受けてもなお日本への売却疑惑は晴れず、廃金属の日本への売却を継続しているという噂が続いていた。これを受け1961年、解体工事に携わったHarris Structural Steel Companyの弁護士がシンジケートコラムニストのジョージ・ソコルスキーに、廃金属の日本への売却を継続している事実は無いと語った。弁護士は解体により生じた廃金属は直接的あるいは間接的に日本に届いたという話は偽りであり、実際は全くもって日本へは届いていないと述べた。

## 駅一覧
| 駅名                                      | 線路                     | 開業日                   | 廃止日                   | 乗換                                 |
| IRT9番街線59丁目駅に合流                  | IRT9番街線59丁目駅に合流 | IRT9番街線59丁目駅に合流 | IRT9番街線59丁目駅に合流 | IRT9番街線59丁目駅に合流             |
| ----------------------------------------- | ------------------------ | ------------------------ | ------------------------ | ------------------------------------ |
| 8番街駅                                   | 緩行線                   | 1881年                   | 1938年12月4日            |                                      |
|                                           |                          |                          |                          |                                      |
| 終点                                      |                          |                          |                          |                                      |
| 58丁目ターミナル駅                        | 全線                     | 1878年6月                | 1924年6月16日            |                                      |
| 58丁目ターミナル駅方面と8番街駅方面に分岐 |                          |                          |                          |                                      |
| 50丁目駅                                  | 全線                     |                          | 1938年12月4日            |                                      |
| 42丁目駅                                  | 全線                     |                          | 1938年12月4日            |                                      |
| 38丁目駅                                  | 全線                     | 1914年1月31日            | 1938年12月4日            |                                      |
| 33丁目駅                                  | 全線                     |                          | 1938年12月4日            |                                      |
| 28丁目駅                                  | 全線                     |                          | 1938年12月4日            |                                      |
| 23丁目駅                                  | 全線                     |                          | 1938年12月4日            |                                      |
| 18丁目駅                                  | 全線                     |                          | 1938年12月4日            |                                      |
| 14丁目駅                                  | 全線                     | 1870年代                 | 1938年12月4日            |                                      |
| 8丁目駅                                   | 全線                     |                          | 1938年12月4日            |                                      |
| ブリーカー・ストリート駅                  | 全線                     |                          | 1938年12月4日            |                                      |
| グランド・ストリート駅                    | 全線                     |                          | 1938年12月4日            |                                      |
| フランクリン・ストリート駅                | 緩行線                   |                          | 1938年12月4日            |                                      |
| チェンバーズ・ストリート駅                | 全線                     |                          | 1938年12月4日            |                                      |
| パーク・プレイス駅                        | 全線                     |                          | 1938年12月4日            |                                      |
| コートランド・ストリート駅                | 緩行線                   |                          | 1938年12月4日            |                                      |
| レクター・ストリート駅                    | 緩行線                   |                          | 1938年12月4日            |                                      |
| IRT9番街線に合流                          |                          |                          |                          |                                      |
| バッテリー・プレイス駅                    | 全線                     |                          | 1940年6月11日            |                                      |
| サウス・フェリー駅                        | 全線                     |                          |                          | 各種フェリー（サウス・フェリー参照） |